# Stari Bošnjani
Stari Bošnjani falu Horvátországban Kapronca-Kőrös megyében. Közigazgatásilag Kőröshöz tartozik.

## Fekvése
Köröstől 11 km-re északkeletre, a Kemléki-hegység lejtőin fekszik.

## Története
A 16. században Boszniából érkezett ortodox szerb lakosokkal települt be, akik a lepavinai ortodox monostorhoz tartoztak.
1857-ben 80, 1910-ben 166 lakosa volt. Trianonig Belovár-Kőrös vármegye Körösi járásához tartozott. 2001-ben 112 lakosa volt.

## Külső hivatkozások
Körös város hivatalos oldala